# اللجنة الوطنية للمصالحة والتنمية
اللجنة الوطنية للمصالحة والتنمية (بالفرنسية: Comité national du rassemblement et du développement)‏ هو المجلس العسكري الحاكم لغينيا منذ 5 سبتمبر 2021.

## خلفية تاريخية
استولت اللجنة على السلطة في انقلاب 2021 في غينيا في 5 سبتمبر 2021. وصرح العقيد مامادي دومبويا، زعيم الانقلاب، أن اللجنة الوطنية للمصالحة والتنمية ستقود البلاد لفترة انتقالية مدتها 18 شهرًا.